# Lhünzhub
Lhünzhub (甘丹曲果镇S) è una città della prefettura di Lhasa nella Regione Autonoma del Tibet. È il capoluogo della contea di Lhünzhub.